# Медаль «За взятие Парижа»
Медаль «За взятие Парижа 19 марта 1814 года» была учреждена 18 (30) августа 1814 года манифестом императора Александра I в честь взятия Парижа русскими войсками 19 (31) марта 1814 года.
На лицевой стороне медали помещено погрудное, вправо обращенное, изображение Александра I в лавровом венке и в сиянии расположенного над ним лучезарного «всевидящего ока». На оборотной стороне, по всему обводу медали, в лавровом венке прямая пятистрочная надпись: «ЗА — ВЗЯТІЕ — ПАРИЖА — 19 МАРТА — 1814.».
Медаль предназначалась для награждения всех участников взятия французской столицы — от солдата до генерала. Но она не была им вручена: с восстановлением династии Бурбонов русский император счёл недипломатичным выпуск в свет этой медали, которая бы напоминала Франции о былом крушении её столицы. И только спустя 12 лет медаль была роздана участникам кампании 1814 года по велению нового императора Николая I, который «…накануне годовщины вступления русских в Париж, 18 марта 1826 года, повелел освятить эту медаль на гробнице своего брата (Александра I)».
Выдача награды участникам началась 19 марта 1826 года и затянулась до 1 мая 1832 года. Всего было выдано более 160 тысяч медалей. Естественно, что на портретах героев Отечественной войны 1812 года, которые были написаны до 1826 года, эта медаль отсутствует среди других наград.
Медаль изготавливалась из серебра. Существовало в основном три её разновидности по размеру: общевойсковая — диаметром 28 и 25 мм и для награждения кавалеристов — 22 мм. Имелось поперечное ушко с продетым в него колечком для подвески награды на ленте. Подобная медаль, принадлежащая знаменитому партизану 1812 года Денису Давыдову, хранится в Петербургском военно-историческом музее.
Существует также множество разновидностей этой медали уменьшенных размеров — 12, 15, 18 мм. Это фрачные медали для ношения на гражданской одежде.
Носили медаль на груди на впервые введенной комбинированной Андреевско-Георгиевской ленте. Она была обычной ширины, но состояла как бы из двух узких ленточек: Андреевской — голубой и Георгиевской — оранжевой с тремя черными полосами.

## Изображения медалей

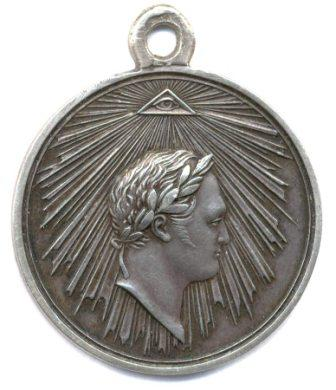
Аверс
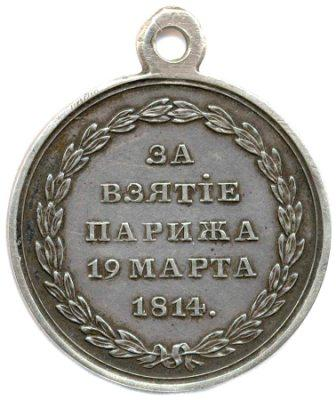
Реверс